# Severomorsk
Severomorsk (en russe : Североморск) est une ville fermée et un port de l'oblast de Mourmansk, en Russie. Sa population s'élevait à 52 597 habitants en 2019.
Severomorsk est la principale base navale de la flotte du Nord de la marine militaire russe.

## Géographie
Severomorsk est située à 25 km au nord de Mourmansk, sur la rive orientale du fjord de Mourmansk.

## Histoire
Un premier établissement est né à l'emplacement de la ville actuelle à la fin du XIXe siècle, sous le nom de Vaïenga (Ваенга). La localité accéda au statut de commune urbaine en 1948, puis à celui de ville en 1951, prenant alors son nom actuel.
Le 13 mai 1984, une série d'explosions y détruisirent la zone où était stockée la plus grande partie des armes sol-air et sol-sol de la flotte du Nord, ainsi que la zone où étaient stockées les têtes conventionnelles des missiles de la flotte, et enfin un stock de munitions plus éloigné. L'accident a tué entre 200 et 300 personnes, mais semble avoir épargné les dépôts de missiles nucléaires.

## Population
Recensements (*) ou estimations de la population
| 1959*  | 1970*  | 1979*  | 1989*  | 2002*  | 2010*  | 2012   |
| ------ | ------ | ------ | ------ | ------ | ------ | ------ |
| 28 116 | 40 919 | 50 090 | 62 120 | 55 102 | 50 076 | 49 980 |

| 2013   | 2014   | 2015   | 2016   | 2017   | 2018   | 2019   |
| ------ | ------ | ------ | ------ | ------ | ------ | ------ |
| 49 873 | 48 977 | 49 719 | 51 004 | 51 209 | 52 255 | 52 597 |

Avec les communes urbaines de Rosliakovo et Safonovo, l'agglomération de Severomorsk avait une population totale de 75 337 habitants au recensement de 2002.

## Économie

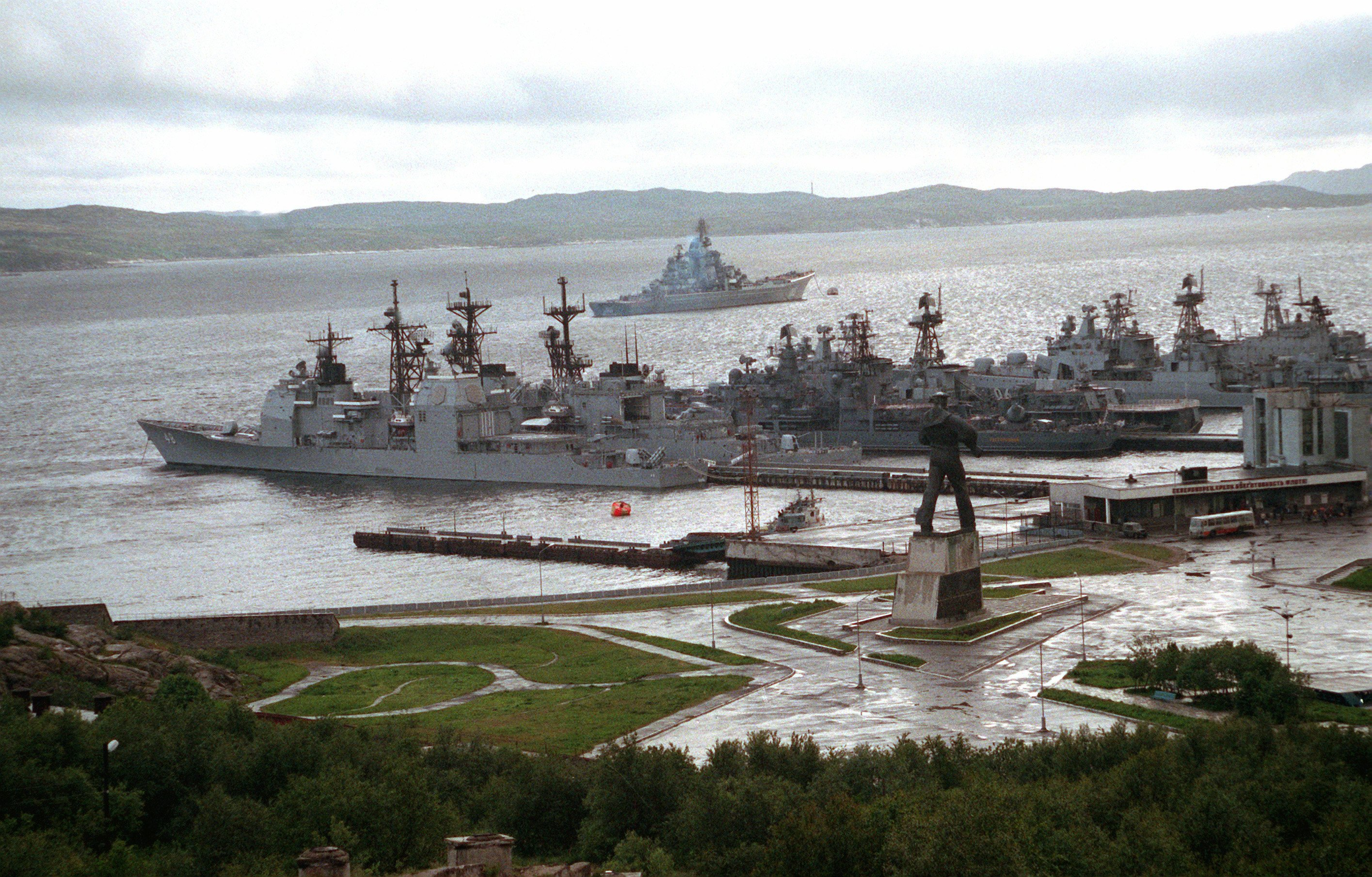
Le port militaire de Severomorsk en 1992, avec l' au premier-plan.

L'agglomération de Severomorsk comprend un important chantier naval militaire, qui dépend de la Flotte du Nord : le chantier naval no 82 de Safonovo, situé au sud de Severomorsk. C'est un chantier de réparation, qui comprend divers ateliers et deux grandes cales sèches flottantes, qui furent respectivement achetées en Allemagne dans les années 1970 et en Suède dans les années 1980. Cette dernière est la plus grande de la péninsule de Kola. Le chantier de Safonovo répare des sous-marins et des navires de surface à propulsion nucléaire.

## Culte
- Cathédrale orthodoxe Saint-André, siège de l'éparchie de Severomorsk.

## Personnalité
La chanteuse, auteure et actrice Elena Vaenga, de son nom civil Elena Vladimirovna Khrouliova, est née à Severomorsk en 1977. Elle a choisi comme nom de scène l'ancien nom de la ville : Vaenga (Ваенга).